# Српска православна црква у Локу
Српска православна црква у Локу, месту у општини Тител, је подигнута 1824. године, под заштитом је и има статус споменика културе од великог значаја.
Црква посвећена Светом Пророку Илији је једнобродна грађевина, мањих димензија са плитком апсидом у ширини брода, ниским соклом и звоником који нема развијено кубе. Фасада је рашчлањена пиластрима са декоративним капителима који држе кровни прстен. Лучни прозори и нише смештени су између пиластара, док је на апсиди само један прозор и две слепе нише. 
У почетку није имала иконостас, а пошто је у Тителу постојао један иконостас из Српске православне цркве, посвећеној Успењу Пресвете Богородице, исти је пренесен 1864. године у Лок, где је реновиран и проширен за четири иконе. Иконостас је рад непознатог резбара, као што и иконописац прелазног барокног периода друге половине 18. века такође није познат. Аугуст Тирк, академски сликар, је пресликао иконостас 1867. године додавши и неколико својих икона, а њему се приписују и зидне слике.
Аустријски академски сликар Аугуст Милер 1867. године је реновирао иконостас. Црква је задњи пут реновирана 1986. године од академског сликара Димитрија Риђичког. 